# Andrzej (Borkowski)
Andrzej (ofic. tyt. Jego Ekscelencja Najprzewielebniejszy Andrzej, Prawosławny Biskup Supraski), imię świeckie Andrzej Borkowski (ur. 6 października 1974 w Białymstoku) – polski biskup prawosławny, doktor habilitowany nauk teologicznych, profesor nadzwyczajny – Katedra Teologii Prawosławnej UwB, przełożony monasteru Zwiastowania Przenajświętszej Bogurodzicy i św. Jana Teologa w Supraślu oraz proboszcz działającej przy monasterze parafii. Nauczyciel akademicki Chrześcijańskiej Akademii Teologicznej w Warszawie.

## Życiorys
8 czerwca 1993 wstąpił do monasteru Zwiastowania Przenajświętszej Bogurodzicy i św. Jana Teologa w Supraślu. 29 lipca 1995 z rąk arcybiskupa białostockiego i gdańskiego Sawy przyjął postrzyżyny w riasofor, a następnego dnia otrzymał (również od arcybiskupa Sawy) święcenia diakońskie. W latach 1993–1996 był studentem Prawosławnego Seminarium Duchownego w Warszawie, a następnie w latach 1996–1999 odbył studia magisterskie z teologii prawosławnej na Wydziale Teologicznym Chrześcijańskiej Akademii Teologicznej w Warszawie (ChAT), uzyskując tytuł magistra na podstawie pracy pt. Rola modlitwy w monastycznej tradycji Wschodu. 10 września 1998 złożył na ręce metropolity warszawskiego i całej Polski Sawy śluby małej schimy z imieniem Andrzej, ku czci św. Andrzeja z Krety. Dwa dni później został przez metropolitę Sawę wyświęcony na hieromnicha. W latach 2001–2002 odbył roczny kurs języka greckiego na Wydziale Filozoficznym Uniwersytetu w Atenach (UoA) i podjął studia magisterskie na Wydziale Teologicznym UoA, uzyskując w 2005 r. tytuł magistra. W latach 2005–2009 odbył studia doktoranckie na tymże wydziale, uzyskując w 2009 stopień doktora teologii na podstawie rozprawy Walka patriarchatów prawosławnych z unią w Polsce w ostatnim dwudziestoleciu XVI wieku (tytuł oryginalny: Αγώνας των ορθοδόξων πατριαρχείων κατά της ουνίας στην Πολωνία κατά την τελευταία εικοσαετία του ΙΣΤ΄ αιώνα ).
W latach 1999–2001 pełnił funkcję dyrektora archiwum Warszawskiej Metropolii Prawosławnej, kapelana kaplicy św. Michała Archanioła w Domu Metropolitalnym oraz duszpasterza młodzieży w warszawskiej parafii katedralnej. 3 kwietnia 2000 podniesiony do godności ihumena. W latach 2008–2010 pełnił funkcję referenta i dyrektora kancelarii diecezji lubelsko-chełmskiej, a także wizytatora katechezy prawosławnej i duszpasterza studentów prawosławnych w tej diecezji.
23 listopada 2010 został p.o. przełożonego, a 24 września 2011 przełożonym monasteru w Supraślu, zaś 20 marca 2012 otrzymał godność archimandryty. W 2012 został adiunktem na Katedrze Teologii Prawosławnej Uniwersytetu w Białymstoku. Był jednym z delegatów Polskiego Autokefalicznego Kościoła Prawosławnego na Święty i Wielki Sobór Kościoła Prawosławnego (2016).
29 czerwca 2017 na podstawie dorobku naukowego oraz rozprawy pt. Między Konstantynopolem a Moskwą. Źródła greckie do autokefalii Kościoła prawosławnego w Rzeczypospolitej (1919–1927), Rada Wydziału Teologicznego Chrześcijańskiej Akademii Teologicznej w Warszawie nadała mu stopień doktora habilitowanego nauk teologicznych.
24 sierpnia 2017 r. został wybrany przez Święty Sobór Biskupów PAKP na biskupa supraskiego, wikariusza diecezji białostocko-gdańskiej. Jego chirotonia biskupia odbyła się 27 września 2017 r. w soborze katedralnym św. Mikołaja w Białymstoku, pod przewodnictwem metropolity warszawskiego i całej Polski Sawy.
Został nauczycielem akademickim Chrześcijańskiej Akademii Teologicznej w Warszawie.
Autor 5 monografii książkowych i około 60 artykułów naukowych opublikowanych w czasopismach krajowych i zagranicznych.

## Wybrane publikacje
- Patriarchaty Wschodu w dziejach Rzeczypospolitej (1583–1601), Wydawnictwo Uniwersytetu w Białymstoku, Białystok 2014 ISBN 978-83-7431-403-9
- Między Konstantynopolem a Moskwą. Źródła greckie do autokefalii Kościoła Prawosławnego w Rzeczypospolitej (1919–1927), Wydawnictwo Uniwersytetu w Białymstoku, Białystok 2015 ISBN 978-83-7431-466-4
- Hiob Zalizo, ihumen poczajowski, Wydawnictwo Uniwersytetu w Białymstoku, Białystok 2017, ISBN 978-83-7431-523-4
- Zasady sprawowania nabożeństw prawosławnych, t. 1: Boska Liturgia św. Jana Chryzostoma. Boska Liturgia św. Bazylego Wielkiego, Wydawnictwo Uniwersytetu w Białymstoku, Białystok 2019, ISBN 978-83-7431-571-5
- Modlitwa w prawosławnej tradycji filokalicznej, Wydawnictwo Naukowe Chrześcijańskiej Akademii Teologicznej w Warszawie, Warszawa 2021, ISBN 978-83-60273-64-7